# Kase Peña
Kase Peña (Nova Iorque) é uma realizadora norte-americana premiada.

## Biografia
Filha de imigrantes da República Dominicana, Kase Peña nasceu e cresceu no Bronx, em Nova Iorque. Licenciada em cinema pela City College of New York, onde também estudou fotografia. Seu maior interesse é contar histórias honestas e diretas que dão destaque a personagens transgêneros. Sua curta-metragem Full Beat (2018) foi o segundo de seus filmes a ser adquirido pelo canal HBO.

## Prémios e reconhecimento
Kase foi a primeira mulher trans-latina a integrar a Writers Guild of America.
A Sony Pictures Entertainment nomeou-a, em 2019, como Diversity Fellow.
Kase recebeu algumas das mais relevantes bolsas da indústria do cinema nomeadamente The Latino Lens Narrative Shorts Incubator, the Ryan Murphy TV Directing Program, Film Independent Project Involve e Women-In-Film.